# Gadila providensis
Gadila providensis är en blötdjursart som först beskrevs av Henderson 1920.  Gadila providensis ingår i släktet Gadila och familjen Gadilidae. Inga underarter finns listade i Catalogue of Life.